# Cheviré-le-Rouge
Cheviré-le-Rouge is een voormalige gemeente in het Franse departement Maine-et-Loire in de regio Pays de la Loire en telt 798 inwoners (2004). De plaats maakt deel uit van het arrondissement Saumur.

## Geschiedenis
De gemeente viel onder het kanton Baugé totdat dat op 22 maart 2015 en de gemeenten werden opgenomen in het kanton Beaufort-en-Vallée. Op 1 januari 2016 fuseerden de gemeenten van het voormalige kanton tot de huidige gemeente Baugé-en-Anjou.

## Geografie
De oppervlakte van Cheviré-le-Rouge bedraagt 36,0 km², de bevolkingsdichtheid is 22,2 inwoners per km².
De onderstaande kaart toont de ligging van Cheviré-le-Rouge met de belangrijkste infrastructuur en aangrenzende gemeenten.

## Demografie
Onderstaande figuur toont het verloop van het inwonertal.
Baugé · Bocé · Chartrené · Cheviré-le-Rouge · Clefs · Cuon · Échemiré · Fougeré · Le Guédeniau · Saint-Quentin-lès-Beaurepaire · Vaulandry